# Королівська бібліотека Швеції
Королівська бібліотека Швеції (швед. Kungliga biblioteket) — найбільша наукова бібліотека Швеції, розташована в місті Стокгольмі. Головна мета бібліотеки — збирати всі публікації, що виходять друком в Швеції, а також закордонні публікації про Швецію та видання шведських авторів у перекладі.

## Історія
Бібліотека була заснована в 1661 році у зв'язку з рішенням про обов'язковий примірник всіх шведських публікацій. Проте напочатку йшлося не про збереження культурної спадщини, а про прояви цензури.
З 1997 року бібліотека архівує найважливіші шведські інтернет-ресурси, з 2004 року цей електронний архів знаходиться у вільному доступі через інтернет.
1 січня 2009 року відбулося злиття національної бібліотеки з Шведським державним архівом фото- і аудіоматеріалів.
Бібліотека є членом консорціуму 60 великих наукових бібліотек Європи CERL (Consortium of European Research Libraries).
Іншими завданнями бібліотеки є координація роботи шведських бібліотек і бібліотечної інформаційної системи LIBRIS (Library Information Systems).

### Про будівлю бібліотеки
- Fredric Bedoire och Henrik O. Andersson (1977) [1973]. Stockholms byggnader: en bok om arkitektur och stadsbild i Stockholm (utgåva 3:e upplagan). Stockholm: Prisma. Libris 7406664. ISBN 91 518 1125 1
- Olof Hultin, Ola Österling, Michael Perlmutter (2002) [1998]. Guide till Stockholms arkitektur (utgåva 2:a upplagan). Stockholm: Arkitektur Förlag. Libris 8465772. ISBN 91 86050-58-3